# Flora Aegyptiaco-Arabica
Flora Aegyptiaco-Arabica (abreviado Fl. Aegypt.-Arab.) es un libro con ilustraciones y descripciones botánicas que fue escrito por el naturalista, explorador, y orientalista sueco, Peter Forsskål. Fue publicado el año 1775, con el nombre de Flora Aegyptiaco-Arabica. Sive Descriptiones Plantarum, Quas per Aegyptum Inferiorem et Arabium Felicem Detexit, Illustravit Petrus Forskal. Prof. Haun. Post Mortem Auctoris editit Carsten Niebuhr. Accedit Tabula Arabiae Felicis Geographico-Botanica. Hauniae.